# Bernardin Gantin
Bernardin Gantin (Toffo, Cotonú, Benín, 8 de mayo de 1922 - París, 13 de mayo de 2008), fue obispo y cardenal, prefecto de la Congregación para los Obispos, presidente de la Pontificia Comisión para América Latina, decano del Colegio Cardenalicio.

## Biografía
Hijo de un funcionario del ferrocarril, terminó sus estudios escolares en Dahomey, en la que hoy es conocida como la República Popular de Benín, y a donde en 1861 llegaron los primeros misioneros cristianos. El principal centro cristiano fue en la ciudad de Ouidah, y desde allí se extendió por todo el territorio. Un fuerte impulso hacia el cristianismo llegó con la experiencia de muchos esclavos deportados del campo a las plantaciones de América Latina, la mayoría de los cuales, a su regreso a África, fueron testigos de la fuerza y la esperanza que habían recibido del Evangelio.

## Sacerdocio
En 1936 entró en el seminario menor de Benín. El 14 de enero de 1951 fue ordenado sacerdote en Lomé, Togo, por el arzobispo Louis Parisot y fue elegido profesor de idiomas en el seminario. Al mismo tiempo se dedicó intensamente a la labor pastoral en un grupo de aldeas y de esta experiencia adquirió un gran amor por el apostolado pastoral.
En 1953, dejando su corazón en África, fue enviado a Roma para estudiar en la Universidad Pontificia Urbaniana y luego en la de Letrán. Recibió una licenciatura en Teología y en Derecho Canónico.

## Episcopado

### Obispo Auxiliar de Cotonú
El 11 de diciembre de 1956 fue elegido obispo titular de Tipasa de Mauritania y Auxiliar de Cotonú y fue consagrado el 3 de febrero de 1957.

### Arzobispo de Cotonú
El 5 de enero de 1960 Juan XXIII lo promovió a arzobispo de Cotonú cuando su antiguo maestro, el enfermo Arzobispo Parisot, sintió que era el momento de entregar su rebaño al que podría asumir el enorme trabajo del apostolado. Su destreza como pastor fue demostrada en una serie de áreas: subdivide la diócesis para adaptarse con mayor eficacia a las situaciones individuales; promovió la fundación de escuelas; apoyó vigorosamente la actividad de los catequistas y de las hermanas indígenas; y, especialmente preocupado por el problema de las vocaciones sacerdotales, se sometió a muchos sacrificios para mantener en sus estudios a los seminaristas y sacerdotes de la diócesis.
Mons. Gantin fue presidente de la Conferencia Episcopal de la región que incluía siete países (Dahomey, Togo, Costa de Marfil, Alto Volta, Guinea, Senegal y Nigeria). Fue llamado a Roma en abril de 1971 como secretario adjunto de la Congregación para la Evangelización de los Pueblos, de la que fue secretario dos años más tarde.
A partir de 1975 fue el vicepresidente y luego presidente de la Pontificia Comisión Justicia y Paz, y también vicepresidente y luego presidente del Pontificio Consejo Cor Unum (1976-1984).

## Cardenalato

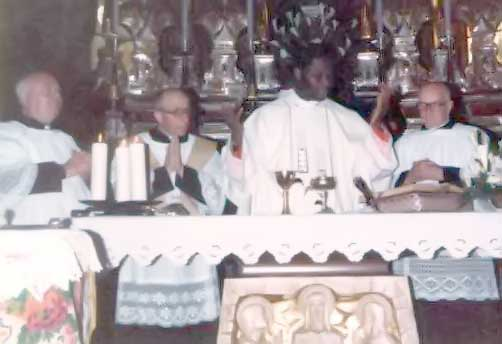
El Cardenal Gantin durante una celebración litúrgica a San Fiorano Italia

Fue creado y proclamado cardenal por Pablo VI en el consistorio del 27 de junio de 1977, con el título de la Iglesia Suburbicaria de Palestrina (29 de septiembre de 1986).
Presidente Delegado de la quinta Asamblea General del Sínodo de los Obispos (1980).

### Prefecto de la Congregación para los Obispos
Desde el 8 de abril de 1984 hasta el 25 de junio de 1998 trabajó como Prefecto de la Congregación para los Obispos y Presidente de la Pontificia Comisión para América Latina.

### Decano del Colegio Cardenalicio y Regreso a Benín
Desde el 5 de junio de 1993 fue Decano del Colegio de Cardenales. El 30 de noviembre de 2002 el Santo Padre Juan Pablo II aceptó la petición del cardenal Gantin de dispensarle de su oficio de Decano del Colegio de Cardenales y del título de la sede suburbicaria de Ostia, lo que le permitió volver a su tierra natal, en Benín.

## Fallecimiento
El cardenal Bernardin Gantin murió el 13 de mayo de 2008 a las 16.45 horas en París, donde había estado hospitalizado durante algún tiempo. El 24 de mayo fue enterrado en el altar de la capilla del seminario mayor San Gallen en Ouidah.